# Гриффитс, Милдред
Ми́лдред Гри́ффитс (англ. Mildred Griffiths; 20 января 1894, Калифорния, США — 24 мая 1949, Лос-Анджелес, Калифорния, США) — американский кинодекоратор. Номинантка на премию «Оскар» (1946) в номинации «Лучшая работа художника-постановщика, цветной фильм» за фильм «Национальный бархат» (1944).

## Избранная фильмография
- 1943 — «Лесси возвращается домой» / Lassie Come Home
- 1944 — «Национальный бархат» / National Velvet
- 1947 — «Море травы» / The Sea of Grass